# جون وارنر (محرر)
جون وارنر (بالإنجليزية: John Warner)‏ هو محرر أمريكي، ولد في 1970.